# Benny Paret
Benny „Kid“ Paret (eigentlich Bernardo Paret; * 14. März 1937 in Santa Clara, Kuba; † 3. April 1962 in New York City) war ein kubanischer Boxer.

## Profikarriere
Paret wurde 1954 im Alter von 17 Jahren in Kuba Profi. Er verlor in der Anfangsphase mehrere Kämpfe, zum Beispiel gegen seinen Landsmann Luis Rodríguez. Ab 1958 kämpfte er hauptsächlich in den USA und arbeitete sich stetig in der Rangliste des Weltergewichts nach vorn. Unter anderem gelangen ihm in dieser Phase zwei Siege gegen den vorher ungeschlagenen Victor Zalazar.
Am 27. Mai 1960 entthronte er Don Jordan und wurde Weltmeister im Weltergewicht und machte eine erfolgreiche Titelverteidigung gegen Luis Federico Thompson. Im April 1961 verlor er den Titel an seinen Erzrivalen Emile Griffith durch K. o. in der dreizehnten Runde, gewann ihn aber noch im selben Jahr nach Punkten zurück. Im September 1961 forderte er Gene Fullmer für den Mittelgewichtstitel heraus und verlor durch K. o. in der zehnten Runde.

### Letzter Kampf und Tod
Am 24. März 1962 kam es zum dritten Duell um die Weltmeisterschaft im Weltergewicht gegen Griffith. Vor dem Kampf im Madison Square Garden soll Paret Griffith die Worte „Schwuchtel, ich krieg euch beide, dich und deinen Ehemann“ ins Ohr geflüstert haben. Griffith wurde wütend und konnte nur mühsam von Freunden zurückgehalten werden.
In der sechsten Runde hatte Paret Griffith am Boden und dieser wurde vom Gong gerettet, als er schwere Treffer nahm. In der zwölften Runde aber landete Griffith eine Serie von Schlägen und Paret wurde schließlich ohnmächtig. Er fiel ins Koma und starb zehn Tage später im Alter von 25 Jahren.
Viele Beobachter machten den Ringrichter Ruby Goldstein für einen zu späten Abbruch verantwortlich. Andere verteidigten seine Passivität mit dem Hinweis, dass Paret oft simulierte angeschlagen zu sein, um dann seine Gegner überraschen zu können.
In Ring of Fire, einem Dokumentarfilm über das Leben Emile Griffiths, machte die Familie dem Manager Manuel Alfaro heftige Vorwürfe, den Kampf so dicht (100 Tage) nach dem Fiasko gegen Fullmer angesetzt zu haben.
Dieser Kampf wird als der Anfang vom Ende des Boxens als Familienunterhaltung betrachtet.